# Phytophtora

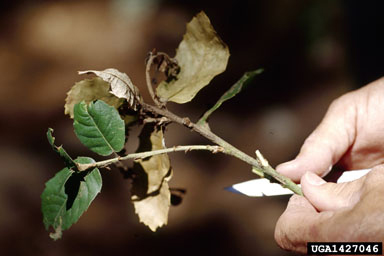
Mort sobtada del roure causada per Phytophthora ramorum

Phytophthora (del grec phytón, planta i phthorá, destrucció; “el destructor de plantes”) és un gènere d'oomicets perjudicials per les plantes, que poden causar greus danys econòmics en conreus de tot el món i perjudicis en sistemes naturals. Aquest gènere va ser descrit per Heinrich Anton de Bary el 1875. Aproximadament 100 espècies s'han descrit però es creu que n'hi ha 100-500 encara sense descobrir.

## Patogenicitat
Phytophthora spp. són principalment patògens de dicotiledònies i són relativament específiques dels seus hostes. Moltes espècies de Phytophthora tenen importància econòmica. Phytophthora infestans va ser l'agent de la malaltia de la patata causant de la fam d'Irlanda (1845-1849) i encara és l'agent més destructiu en el conreu de la patata. La soia és afectada per, Phytophthora sojae. En general les espècies d'aquest gènere són difícils de controlar de manera química. L'estratègia principal és utilitzar cultivars resistents.
Altres malalties importants són: 
- Phytophthora alni – causa podridura de l'arrel en el vern
- Phytophthora cactorum – causa la podridura de les arrels tant en plantes ornamentals (per exemple: rhododendron) com en fruiters
- Phytophthora capsici – infecta els fruits de les cucurbitàcies
- Phytophthora cambivora – produeix la malaltia de la tinta del castanyer
- Phytophthora cinnamomi – afecta moltes plantes ornamentals, i en especial a l'alvocater
- Phytophthora citrophthora – ataca els cítrics
- Phytophthora fragariae – afecta les maduixeres
- Phytophthora kernoviae – afecta el faig i els rododendres, a més de roures i altres arbres[4]
- Phytophthora palmivora – podreix els cocos i ha estat emprada a Florida per a destruir males herbes en conreus de cítrics
- Phytophthora ramorum – infecta 60 gèneres de plantes[5]
- Phytophthora quercina – causa la mort del roure
- Phytophthora sojae – afecta la soia

Sembla que la importació de plantes asiàtiques ha fet estendre les espècies de Phytophthora per Europa.

## Biologia
Phytophthoras es pot reproduir de forma sexual i asexual. En algunes espècies mai s'han observat les estructures sexuals.
Sobre esporangiòfors de creixement indefinit produeix esporangis que es dispersen per l'acció del vent. El seu aparell vegetatiu és més vigorós que el de Pythium, i els anteridis es formen envoltant la base dels oogonis.

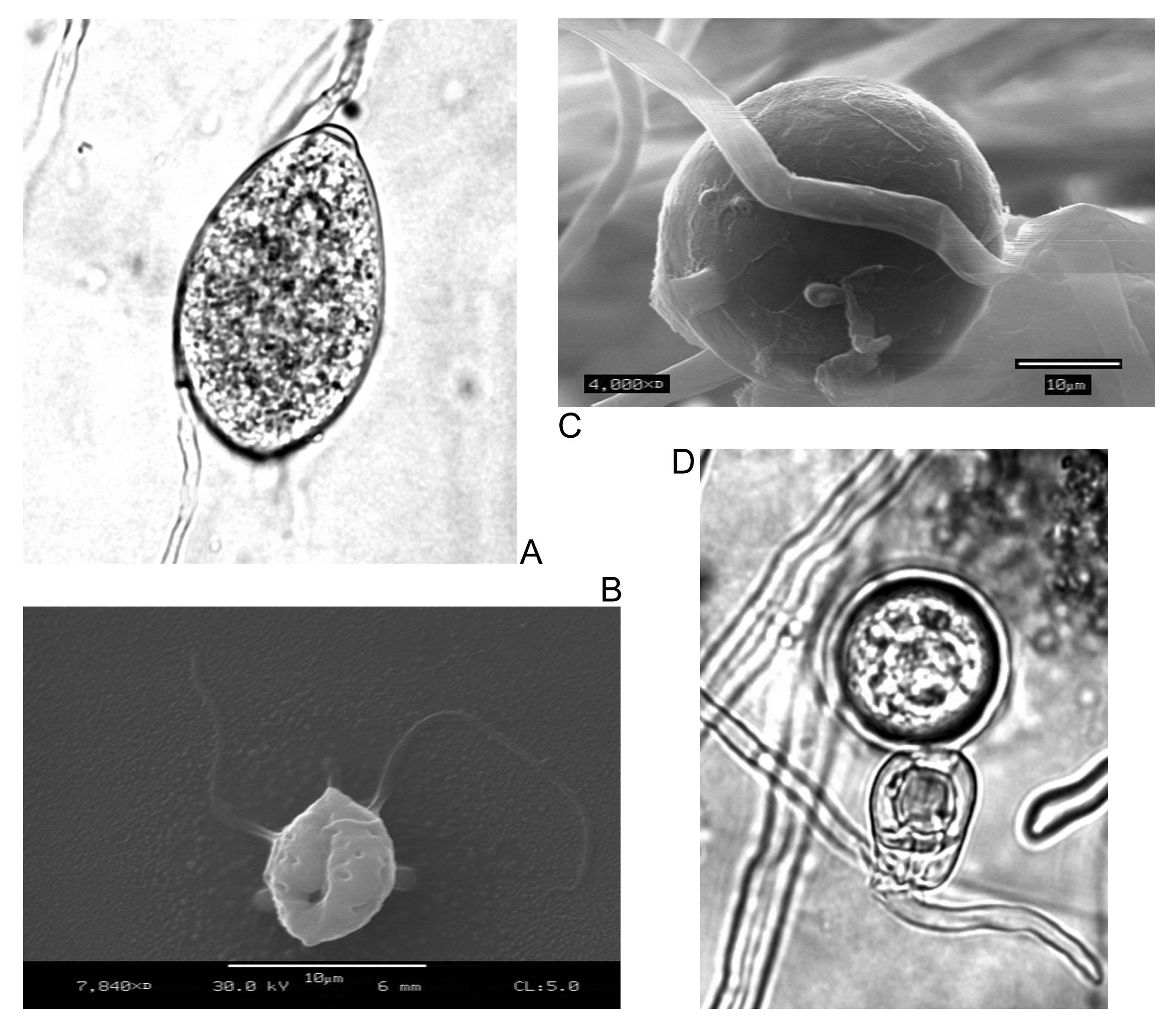
Formes de Phytophthora: A: Esporangis. B: Zoòspora. C: Clamidòsporaa. D: Oòspora.